# Metator
Metator es un género de saltamontes de la subfamilia Oedipodinae, familia Acrididae, y está asignado a la tribu Psinidiini. Este género se distribuye en Norteamérica (Canadá y Estados Unidos).

## Especies
Las siguientes especies pertenecen al género Metator:
- Metator nevadensis (Bruner, 1905)
- Metator pardalinus (Saussure, 1884)